# Adrian Papahagi
Adrian Papahagi (n. 20 martie 1976, Cluj) este un filolog și eseist român, fiul lui Marian Papahagi. La alegerile parlamentare din 2012 a candidat fără succes la un mandat de deputat din partea PDL, iar în 2014 a înființat Partidul Mișcarea Populară. Pe 17 februarie 2014 a anunțat că se retrage temporar din politică. În data de 1 martie 2015, a lansat împreună cu europarlamentarul Monica Macovei un nou partid politic numit M10.

## Biografie
Adrian Papahagi este licențiat în anglistică al Facultății de Filologie a Universității „Babeș-Bolyai” din Cluj (1999) și al Universității Paris IV-Sorbonne (1998). A fost elev străin al École Normale Supérieure (Paris) între 1997 și 2000. Deține un master în studii medievale la Universitatea Paris IV-Sorbonne (1999) și un doctorat în studii medievale  („summa cum laude”) la aceeași universitate. A predat limba engleză veche la Universitatea Paris Sorbonne și la Institutul Catolic din Paris între anii 1999 și 2003. Actualmente este profesor la catedra de engleză a Facultății de Litere, la Universitatea „Babeș-Bolyai”. În 2007 a fondat la această universitate Centrul de Istoria Cărții și a Textelor (CODEX), care își propune valorificarea colecțiilor de manuscrise medievale din România. Între anii 1996-1997, a fost redactor-șef al revistei Echinox (Cluj). Între anii 1999 și 2005, a fost co-director al editurii Echinox.

### Cariera politică
În 2010, în timpul ministrului Teodor Baconschi, a devenit consilier în Ministerul Afacerilor Externe, vicepreședinte al Fundației Creștin-Democrate și director adjunct al Institutului de Studii Populare. În timpul celei de-a doua suspendări a președintelui Traian Băsescu din vara anului 2012, a fost unul din criticii vocali ai USL. A candidat din partea ARD la alegerile parlamentare din 9 decembrie 2012, într-un colegiu din județul Cluj, fiind susținut de personalități ale PD-L, precum Monica Macovei și Cristian Preda. Printre proiectele sale se numărau reforma constituțională, regionalizarea și reforma sistemului de învățământ. În ciuda obținerii uni procent mai mare decât media națională a Alianței România Dreaptă, Papahagi nu a dobândit un mandat de deputat la redistribuire.
La începutul lui octombrie 2012 și-a atras critici în urma unei afirmații considerate rasiste. El scriind pe Facebook despre cooptarea lui Remus Cernea la Palatul Victoria, care ar fi fost „o victorie pentru ateismul militant”, în condițiile în care acesta declarase că „România va fi cu adevărat liberă și democratică atunci când va avea președinte o femeie rromă, lesbiană și atee”, Papahagi a încheiat cu: „La urma urmei, dacă am ajuns să avem un premier plagiator, pucist și cheguevarist, de ce n-am avea în scurtă vreme o președintă romă, lesbiană și atee?” Politologul Alina Mungiu-Pippidi a scris un comentariu acid pe portalul România Curată: „La sfârșit, poate din fetele alea fraiere care s-au dus să pună osul pe la Partidul Noua Republică pentru a-i băga în parlament pe masculii ăștia (Teodor Baconschi și Papahagi, n.m.), le explică atunci când îi prinde pe acolo că nu e o alegere să fii femeie, romă și nici măcar lesbiană, cum cred ei în ignoranța lor, dar e o alegere să fii plagiator, antisemit, legionar, teolog sau rasist.” După ce în ianuarie 2014, a fondat împreună cu alți politicieni Partidul Mișcarea Populară, pe 17 februarie 2014, Adrian Papahagi a anunțat că se retrage din politică din motive personale.
În martie 2015, a lansat împreună cu Monica Macovei un nou partid politic, M10. Conform lui Papahagi, M10 este un partid „anticorupție, favorabil unui stat minimal, anti-sistem”.

## Publicații
Adrian Papahagi este autor al volumului ”Boethiana medievalia” . A Collection of Studies on the Early Medieval Fortune of Boethius' Consolation of Philosophy, București: Zeta Books, 2010. Studii pe teme de literatură antică, medievală și premodernă în periodice din țară (Echinox, Chora, New Europe College Yearbook) și din străinătate (Neuphilologische Mitteilungen, Medium Aevum, Scriptorium, Notes & Queries, Bulletin des Anglicistes Médiévistes, Comptes rendus de l'Académie des Inscriptions et Belles Lettres), precum și în volume colective. În 2014, publică lucrarea Wyrd: ideea destinului în literatura engleză veche, apreciată de Andrei Pleșu drept „un monument de erudiție și rafinament analitic, despre care mari specialiști de la Oxford, Sorbona și München s-au pronunțat deja la superlativ”. A coordonat volumul „Manuscrisele medievale occidentale din România”, apărut în 2019 la editura Polirom. Între anii 2005-2007, editorialist și publicist la ziarele Adevărul Literar și Artistic și Averea. A publicat de asemenea în revistele Echinox, România Literară, Cuvântul, Rost, Dilema, Revista 22.

## Cercetare
Domeniile sale de cercetare includ limbile și literaturile germanice vechi, literatura mediolatină și manuscrisele medievale. A absolvit stagii de cercetare, printre altele, la Warburg Institute din Londra (2008), la Colegiul Noua Europă din București (2006-2007) și Maison Française d'Oxford (2006).
Adrian Papahagi a prezentat lucrări în conferințe și la congrese de medievistică (Trier, Viena 2018; Paris, 2016; Londra, Institute for Advanced Studies, 2016, 2008; Leeds, iMC 2008; Sorbona, 2008; Académie des Inscriptions et Belles Lettres, 2006; Meeting of the International Society of Anglo-Saxonists, Arizona SU, 2003; Medieval Translator Conference, Santiago de Compostella, 2001).
El a primit burse de cercetare NEC-Link pentru studierea manuscriselor liturgice de la Biblioteca Batthyaneum din Alba Iulia (2007-2008) și granturi acordate de Universitatea Paris IV-Sorbonne și de Lynne Grundy Memorial Trust din Londra pentru studierea manuscriselor carolingiene ale Consolării Filozofiei (2005).